# 林氏光鰓魚
林氏光鰓魚（學名：Chromis limbaughi），又稱林氏光鰓雀鯛，是輻鰭魚綱鱸形目雀鯛科光鰓魚屬的其中一種，分布於中太平洋東部加利福尼亞灣海域，深度4至75公尺，體長可達11.3公分，棲息在岩礁，以浮游生物為食，繁殖期時成對出現，雄魚會守護卵直到孵化，生活習性不明。